# Бриджуотер-Бридж (Тасмания)
Мост Бриджуотер или Бриджуотер-Бридж (англ. Bridgewater Bridge) — совмещенный разводной автомобильно-железнодорожный мост через эстуарий реки Деруэнт, находящийся на юго-востоке острова Тасмания (Австралия), недалеко от Хобарта — столицы и самого крупного города штата Тасмания. По мосту проходит автомобильная дорога  Мидленд-Хайвей (англ. Midland Highway), соединяющая Хобарт с Лонсестоном — вторым по величине городом Тасмании, находящимся недалеко от северного побережья острова.

## История

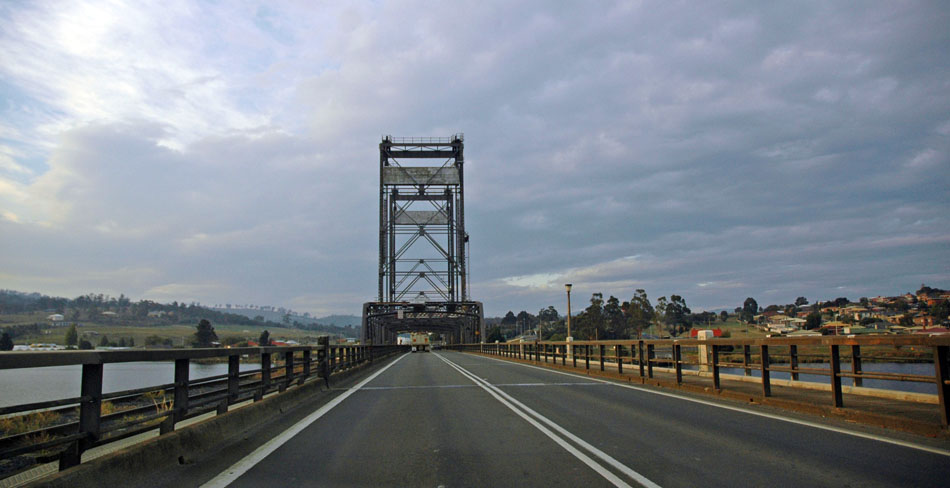
Мост Бриджуотер — вид с западного берега реки Деруэнт.

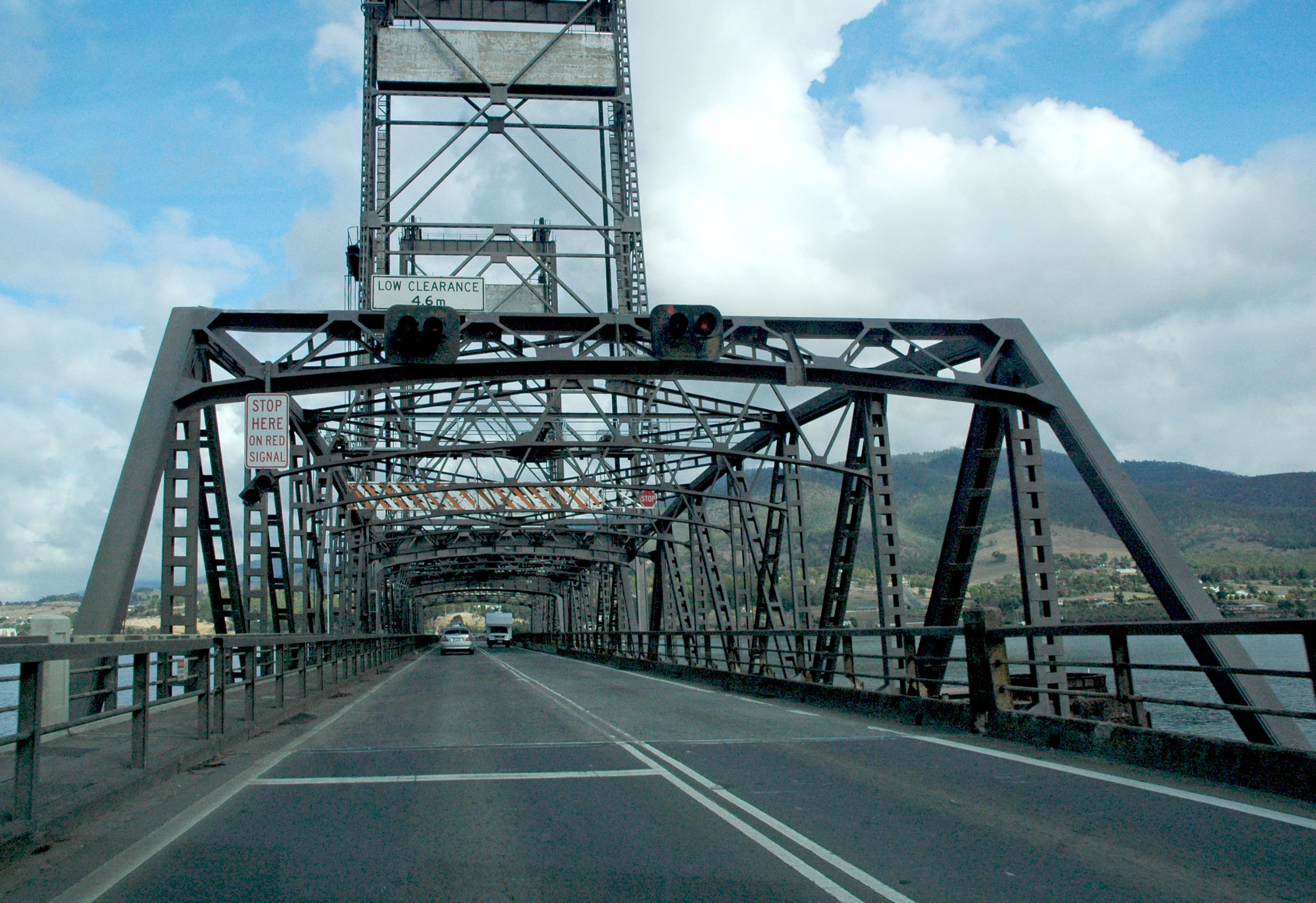
Мост Бриджуотер — вид с восточного берега реки Деруэнт.

Строительство первого моста на этом месте, который также носил имя «Бриджуотер», было уполномочено лейтенант-губернатором Земли Ван-Димена (так тогда называлась Тасмания) Джорджем Артуром. Оно началось в 1829 году и производилось с использованием труда заключённых.
Строительство современного стального вертикально-подъёмного моста началось в 1938 году, затем ненадолго прерывалось во время Второй мировой войны, и было окончено в 1946 году. Подъёмная часть моста — одна из немногих, оставшихся до нынешнего времени в Южном полушарии, и самая крупная в Австралии.
До 1984 года компания Australian Newsprint Mills (ныне принадлежащая компании Norske Skog), расположенная в Бойере (Boyer) рядом с Нью-Норфолком, перевозила всю свою продукцию по реке на баржах. В результате этого, мост приходилось очень часто открывать (т.е. поднимать его подъёмную секцию). Специальному сотруднику (англ. bridge-keeper — «хранитель моста») приходилось постоянно находиться у моста, открывая и закрывая его в случае необходимости. После того как было решено прекратить транспортировку грузов по реке, надобность в постоянном дежурстве отпала, хотя время от времени мост всё ещё может открываться.
В 2022—2024 планируется постройка нового моста Бриджуотер, который будет находиться ниже по течению от нынешнего моста. По состоянию на 2021 год, стоимость строительства оценивалась в 786 млн австралийских долларов (629 млн от федерального правительства Австралии и 157 млн от правительства Тасмании).